# 美しき季節の終焉
『美しき季節の終焉』（うつくしきときのしゅうえん、原題：Seasons End）は、イギリスのプログレッシブ・ロック・バンド、マリリオンが1989年に発表した5作目のスタジオ・アルバム。2代目ボーカリストのスティーヴ・ホガースが初参加した。

## 背景
オリジナル・ボーカリストのフィッシュ脱退後、バンドは後任ボーカリストのオーディションを行い、スティーヴ・ロザリーは後年「フィッシュの物真似のボーカリストは要らなかった」「彼はカリスマ性のあるフロントマンで、なおかつ優れた作詞家であり、彼の代役を務めるのは難しいことだとわかっていた」と語っている。なお、本作のリリースと近い時期に、フィッシュのソロ・デビュー・シングル「ステイト・オブ・マインド」も発売されたが、ピート・トレワヴァスは当時の状況に関して「雑誌はスティーヴ（・ホガース）のことを良く書いてくれた覚えがある」と振り返っている。収録曲「イースター」は、1984年の北アイルランド問題およびウィリアム・バトラー・イェイツの詩「Easter, 1916」にインスパイアされた曲で、終盤の変拍子のパートを除けば、実質的にホガースが単独で作った。
バンドはボーカリストと並行して作詞家も募集し、本作よりジョン・ヘルマーが作詞面で協力するようになった。アルバム『旅路の果て』（1987年）でレコーディング・エンジニアを務めたニック・デイヴィスが、本作では共同プロデューサーに起用された。

## 反響・評価
全英アルバムチャートでは4週トップ100入りして最高7位を記録し、ライブ・アルバムも含めれば、バンドにとって6作目の全英トップ10アルバムとなった。本作からの先行シングル「フックス・イン・ユー」は全英シングルチャートで30位に達し、その後シングル・カットされた「招かれざるゲスト」は全英53位、「イースター」は全英34位を記録した。
Jeri Montesanoはオールミュージックにおいて5点満点中4.5点を付け「バンドの未来に関する疑念をすべて取っ払った」「ホガースの幅広く美しい表現力が、アルバム全編において光っている」と評している。また、『CDジャーナル』のミニ・レビューでは「やや現実的になった歌詞も含めて、以前よりも多彩でポップに変身した」と評されている。

## 収録曲
特記なき楽曲はメンバー5人の共作。下記トラック・リストはCDに準拠しており、LPには「アフター・ミー」を除く8曲が収録された。
1. サンセット・タウンの王 - "The King of Sunset Town" (Steve Hogarth, Steve Rothery, Mark Kelly, Pete Trewavas, Ian Mosley, John Helmer) - 8:04
2. イースター - "Easter" - 5:58
3. 招かれざるゲスト - "The Uninvited Guest" (S. Hogarth, S. Rothery, M. Kelly, P. Trewavas, I. Mosley, J. Helmer) - 3:52
4. 美しき季節の終焉 - "Seasons End" (S. Hogarth, S. Rothery, M. Kelly, P. Trewavas, I. Mosley, J. Helmer) - 8:10
5. ハロウェイ・ガール - "Holloway Girl" - 4:30
6. ベルリン - "Berlin" (S. Hogarth, S. Rothery, M. Kelly, P. Trewavas, I. Mosley, J. Helmer) - 7:48
7. アフター・ミー - "After Me" - 3:20
8. フックス・イン・ユー - "Hooks in You" (S. Hogarth, S. Rothery, M. Kelly, P. Trewavas, I. Mosley, J. Helmer) - 2:57
9. ザ・スペース - "The Space..." - 6:14

### 1997年リマスターCD (7243 8 57713 2 3)ボーナス・ディスク
1. "The Uninvited Guest (12" Version)" (S. Hogarth, S. Rothery, M. Kelly, P. Trewavas, I. Mosley, J. Helmer) - 5:05
2. "The Bell in the Sea" (S. Hogarth, S. Rothery, M. Kelly, P. Trewavas, I. Mosley, J. Helmer) - 4:21
3. "The Release" - 3:45

下記6曲は1989年3月録音の「ザ・マッシュルーム・デモズ」より。
1. "The King of Sunset Town " (S. Hogarth, S. Rothery, M. Kelly, P. Trewavas, I. Mosley, J. Helmer) - 5:34
2. "Holloway Girl" - 4:48
3. "Seasons End" (S. Hogarth, S. Rothery, M. Kelly, P. Trewavas, I. Mosley, J. Helmer) - 8:02
4. "The Uninvited Guest" (S. Hogarth, S. Rothery, M. Kelly, P. Trewavas, I. Mosley, J. Helmer) - 3:56
5. "Berlin" (S. Hogarth, S. Rothery, M. Kelly, P. Trewavas, I. Mosley, J. Helmer) - 8:03
6. "The Bell in the Sea" (S. Hogarth, S. Rothery, M. Kelly, P. Trewavas, I. Mosley, J. Helmer) - 4:52

## 参加ミュージシャン
- スティーヴ・ホガース - ボーカル、バッキング・ボーカル
- スティーヴ・ロザリー - ギター
- マーク・ケリー - キーボード
- ピート・トレワヴァス - ベース、バッキング・ボーカル
- イアン・モズレイ - ドラムス、パーカッション

アディショナル・ミュージシャン
- ジャン＝ピエール・ラスル - バグパイプ(on #2)
- フィル・トッド - サクソフォーン(on #6)